# 興留藩
興留藩（おきどめはん）は、大和国（現在の奈良県生駒郡斑鳩町興留）に存在した藩。

## 藩史
延宝7年（1679年）、松平信之は大和郡山藩主となり、8万石の所領を領した。貞享2年（1685年）に信之は老中に栄進したことから1万石加増の上で下総国古河藩へ移されたが、翌年に死去した。信之死後の貞享3年（1686年）8月、家督と所領9万石のうち8万石は長男の松平忠之が継ぎ、残りの1万石は次男の松平信通が継いだ。信通は大和国興留に陣屋を構え、興留藩が立藩した。
しかし元禄6年（1693年）11月に本家の家督と古河藩を継いでいた兄の忠之が発狂したために改易されると、信通は藤井松平家の家督を継ぐこととなり、2万石加増の上で備中国庭瀬藩に移封され、興留藩は廃藩となった。その後、陣屋も翌年7月に破却された。

## 歴代藩主
松平（藤井）家
譜代。1万石。
1. 松平信通